# Arklow
Arklow (irsk: An tInbhear Mór) er en irsk by i County Wicklow i provinsen Leinster, i den centrale del af Republikken Irland med en befolkning (inkl. opland) på 11.759 indb i 2006 (9.993 i 2002).